# Jean Peyrissac
Jean Peyrissac, né à Cahors le 29 septembre 1895 et mort le 18 juin 1974 à Paris, est un peintre et plasticien français.

## Biographie
Jean Babuel-Peyrissac est né à Cahors le 29 septembre 1895.
Son père, oto-rhino-laryngologiste initie très jeunes ses enfants à la musique et à la connaissance de la nature (minéraux, insectes, papillons). Mélomane, le père organise avec ses enfants un petit orchestre de chambre où Jean joue du violon. Sa sœur cadette (il est l'aîné de quatre enfants), Marie, épousera le compositeur Jean Rivier. 
Il fait des études classiques chez les pères Jésuites à Montauban. La Première Guerre mondiale interrompt ses études de médecine. En 1914, en effet, il s’engage comme volontaire au 64e régiment d'artillerie de Toulouse, Il combat sur les fronts d'Artois, de Lorraine, puis en 1917, sur  le front d’Orient : Salonique, Monastir.  En 1918, frappé par le paludisme et la jaunisse il passe six mois en convalescence à Nice où il dessine et rencontre le caricaturiste Sem, avant de retourner à Cahors. Il a 19 ans et l’expérience de la mort le marque profondément.
C’est peut-être pourquoi, la guerre terminée, il abandonne ses études pour se consacrer à sa passion, le dessin et la peinture. 
En 1920, il épouse à Lourdes Denise Mélia,  amie d'enfance et fille d'un fabricant de tabac,  et s’installe à Alger. Il y côtoie Marquet. Il y travaille en autodidacte jusqu’en 1956, sans jamais fréquenter d’atelier. Cependant l’ensemble de son travail montre que malgré son éloignement géographique, Peyrissac a été proche des courants artistiques de la première moitié du XXe siècle : cubisme, constructivisme, surréalisme. 
Il possède une bibliothèque riche des plusieurs centaines d’ouvrages et de revues sur l’histoire de l’art.
Au début de son mariage, Peyrissac voyage beaucoup en Europe. En France, il passe ses vacances à Cahors, Dinard, et à Paris où il visite les expositions, les galeries et les artistes. En Espagne, passionné par Le Greco, il se rend à l’Escorial copier les œuvres. Enfin, en Italie, il travaille sur les techniques des artistes de la Renaissance, comme le dessin à la pointe d’argent, qu’il va privilégier tout au long de son œuvre. 
À cette époque, il dessine avec Albert Marquet et Jean Launois des personnages dans la casbah d’Alger. C’est la période orientaliste de son œuvre.

## Constructivisme, Bauhaus, Kandinsky et Klee
À partir de 1924-1925, il mène conjointement plusieurs travaux de styles différents. Il construit des assemblages polychromes en fer, corde et bois à l’intérieur de boîtes et peint des compositions géométriques. En 1925, il adhère aux idées constructivistes. En 1927, il séjourne au Bauhaus où il s’entretient avec Kandinsky et Klee. 
Il dessine des sujets figuratifs à la pointe d’argent exposés la même année à la galerie des 4 Chemins. Enfin, il peint des compositions dans lesquelles il mêle constructivisme et surréalisme.
Il écrit que dès 1930, il a l’idée d’animer ses constructions, « ce sont des tentatives du mouvement sur des plans articulés ». Il dessine beaucoup, réalise un grand nombre d’épures pour des compositions géométriques dans lesquelles il incorpore des formes souples donnant à son œuvre une forte connotation poétique.

## Commande d'Aimé Maeght
La guerre le retient et l’isole à Alger. 
Il reçoit pourtant en 1943 la visite du grand marchand d'art Aimé Maeght qui lui commande une série de mobiles pour une exposition à Paris (Jean Peyrissac lui montre à cette occasion des gouaches naïves d'une jeune fille Algérienne, Baya, pour laquelle il organisera  dans sa galerie à Paris une exposition en 1947, André Breton en préfacera le catalogue). Jean Peyrissac  travaille à son exposition de mobiles de 1946 à 1948, incorporant le son unique dans l’une de ses constructions. L’exposition à la galerie Maeght remporte un franc succès. Il expose ensuite au Salon des réalités nouvelles.
De retour à Alger, il abandonne le bois, la tôle, et les tringles en acier pour travailler le fer forgé plus apte à exprimer « les rythmes et les équilibres statiques ». En 1951, il adhère au groupe "Espace". Jusqu’en 1956, date de son retour en France, il dessine environ deux cents épures de sculptures en fer forgé. Installé dans la région parisienne, il écrit en 1957 : « Bien que la sculpture suggère le mouvement, sa rigueur statique est bien sa qualité essentielle. 
Dès lors il utilise presque exclusivement le fer dans des reliefs polychromes et des rondes-bosses. De graves accidents ophtalmiques ralentissent de plus en plus son travail. 
Il est désormais sollicité pour participer à plusieurs expositions en France et à l’étranger et reçoit plusieurs commandes publiques et privées.
Il est élevé au grade de chevalier dans l’ordre des Arts et des Lettres.
Il décède le 18 juin 1974 à Paris et repose à Cahors.